# Chalifa Haftar
Chalifa Bilkasim Haftar (arab. خليفة بالقاسم حفتر; ur. 7 listopada 1943 w Adżdabiji) – libijski wojskowy, dowódca armii podczas wojny czadyjsko-libijskiej. Powrócił do ojczyzny w 2011 roku, aby wesprzeć powstanie przeciw Muammarowi Kaddafiemu.

## Życiorys
Niektóre źródła donoszą o powiązaniach wojskowego z CIA.
Według nich w 1987 roku Chalifa Haftar jako libijski oficer trafił w ręce nieprzyjaciela, a następnie zaoferował swoje usługi władzom Czadu i USA. W celu obalenia rządów Muammara Kaddafiego założył własną formację paramilitarną, finansowaną przez CIA. Kiedy w 1990 roku upadł reżim Hissène Habré Haftar przeniósł się do Stanów Zjednoczonych i zamieszkał w pobliżu miejscowości Langley w stanie Wirginia.
W marcu 2011 roku rzecznik rebeliantów poinformował, że Haftar dołączył do rewolucji i został mianowany głównodowodzącym wojskowym, ale Narodowa Rada Tymczasowa zaprzeczyła tej nominacji. W kwietniu 2011 roku, Abd al-Fattah Junus został głównodowodzącym Sił Zbrojnych, Umar al-Hariri szefem sztabu, a Haftar zajął trzecie miejsce w hierarchii najwyższych dowódców rebelii.
Po zakończeniu wojny domowej, w czasach transformacyjnych, Haftar negatywnie wypowiadał się o libijskim rządzie, snuł również plany zamachu stanu, ogłaszając 14 lutego 2014 zawieszenie Powszechnego Kongresu Narodowego i rządu oraz powołanie "ruchu nowej mapy drogowej dla ocalenia kraju". Jego wystąpienie zostało opisane jako próba zamachu stanu, sam generał wystąpienie nazywał "korektą do rewolucji".
W państwie, w którym nie udało zapanować nad chaosem, nierozbrojone pozostały bojówki, które walczyły w trakcie wojny domowej, a także notowano wzrost roli islamskich ekstremistów, Haftar zdobył silną pozycję. Zapewniał, że zrobi porządek w kraju i przyniesie stabilizację. Bunt podniósł w maju 2014, kiedy wierne mu oddziały zaatakowały islamistów w Bengazi w dniu 16 maja 2014. W trakcie operacji samoloty i śmigłowce oddziałów podległych Haftarowi zbombardowały pozycje islamistów, w wyniku czego zginęło 79 osób. 18 maja 2014 podległe mu bojówki zaatakowały parlament w celu "aresztowania islamistycznych deputowanych". Dzień później do buntowników przyłączyły się siły specjalne oraz baza lotnicza pod Tobrukiem.